# Stanisław Kossecki (kapitan)

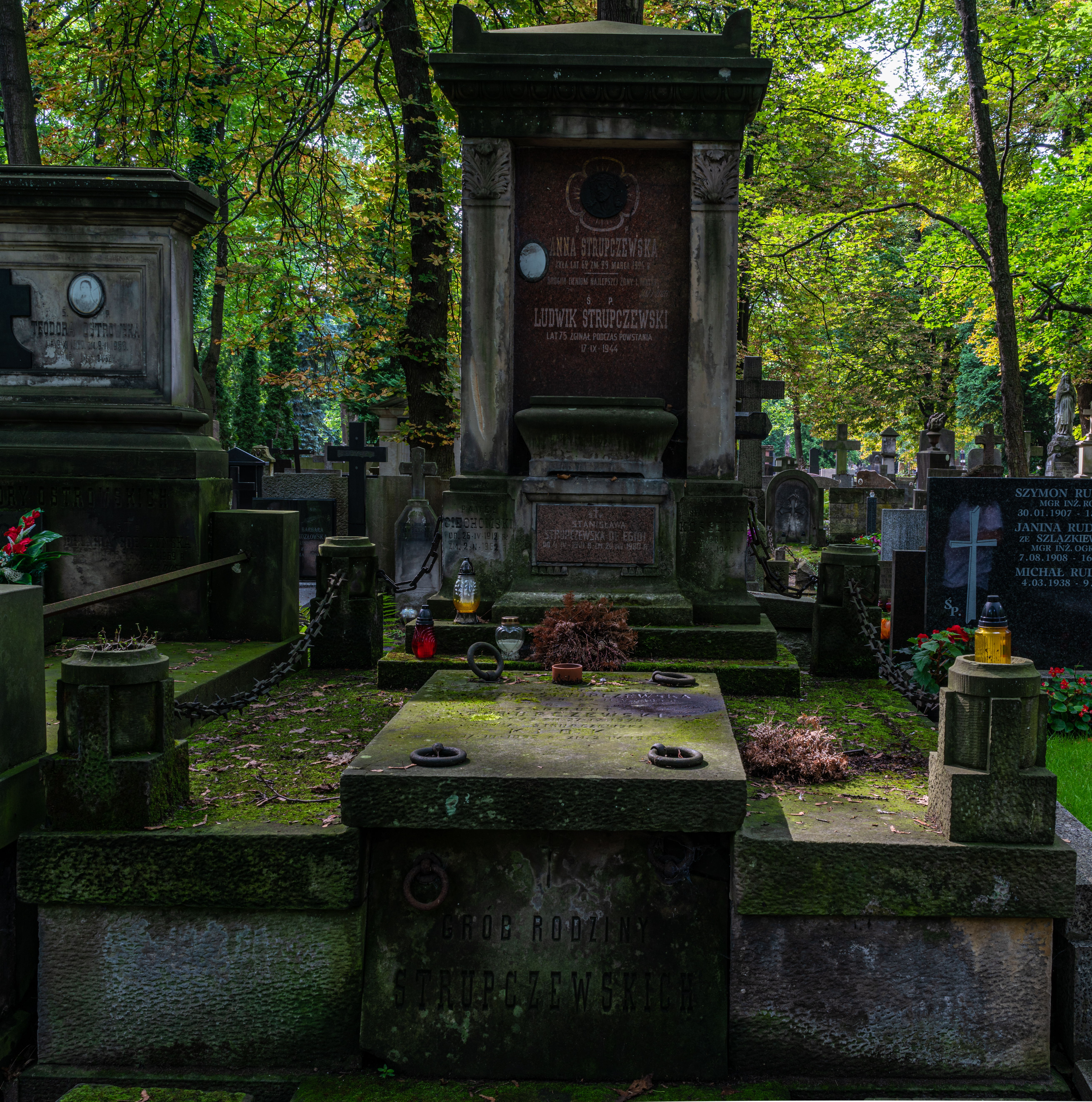
Grób Stanisława Kosseckiego na cmentarzu Powązkowskim

Stanisław Kossecki herbu Rawicz (ur. 23 maja?/4 czerwca 1886 w Sawińcach, zm. 27 października 1946 w Ostoi) – kapitan intendent z wyższymi studiami wojskowymi Wojska Polskiego.

## Życiorys
Urodził się 4 czerwca 1886. Pochodził ze starej szlacheckiej rodziny Kosseckich herbu Rawicz, mieszkającej w majątku Sawińce koło Kamieńca Podolskiego.
Służył w szeregach Armii Imperium Rosyjskiego, także podczas I wojny światowej. Był członkiem POW. Pod koniec I wojny światowej pomagał tworzącym się polskim oddziałom w zdobyciu broni, pracował również w polskim wywiadzie wojskowym w Odessie. Został skierowany do polskiej misji wojskowej przy gen. Antonie Denikinie, walczącym z bolszewikami.
Po odzyskaniu przez Polskę niepodległości został przyjęty do Wojska Polskiego. Został awansowany na stopień kapitana piechoty ze starszeństwem z dniem 1 czerwca 1919. Jako oficer nadetatowy 68 pułku piechoty z Wrześni w 1923 służył w Departamencie X Przemysłu Wojennego Ministerstwa Spraw Wojskowych,  w 1924 był uczniem II rocznika w Wyższej Szkole Intendentury. Został zweryfikowany w stopniu kapitana intendenta ze starszeństwem z dniem 1 czerwca 1919 i umieszczony na pierwszej lokacie. W 1928 był oficerem Departamentu Intendentury Ministerstwa Spraw Wojskowych. Z dniem 30 czerwca 1932 został przeniesiony w stan spoczynku. W 1934 pozostawał w ewidencji Powiatowej Komendy Uzupełnień Warszawa Miasto III.
Zmarł 27 października 1946 w Ostoi (Pruszków). Został pochowany w grobowcu Strupczewskich na cmentarzu Powązkowskim w Warszawie (kwatera 106-3-23/24). 
Był żonaty. Oficerem armii rosyjskiej i Wojska Polskiego był również jego brat, Stefan Kossecki (ur. 1889).

## Ordery i odznaczenia
- Krzyż Niepodległości – 29 grudnia 1933 roku „za pracę w dziele odzyskania niepodległości”[12]
- Krzyż Walecznych
- Medal Międzyaliancki